# Нагальне
Нага́льне — село в Україні, у Коломацькій селищній громаді Богодухівського району Харківської області. Населення становить 129 осіб. До 2017 орган місцевого самоврядування— Шелестівська сільська рада.

## Географія
Село Нагальне примикає до села Шелестове. Село оточене великим лісовим масивом (дуб). Поруч із селом проходить залізниця, за 2 км станція Коломак.

## Історія
12 червня 2020 року, розпорядженням Кабінету Міністрів України № 725-р «Про визначення адміністративних центрів та затвердження територій територіальних громад Харківської області», увійшло до складу Коломацької селищної громади.
19 липня 2020 року, в результаті адміністративно-територіальної реформи і ліквідації Коломацького району, село увійшло до складу Богодухівського району.